# Brigade des Martyrs d'Oumm al-Aranib
La brigade des Martyrs d'Oumm al-Aranib est une faction armée libyenne constituée de Toubous, qui s'est rangée du côté du Conseil national de transition (CNT) lors de la première guerre civile libyenne, puis de l'Armée nationale libyenne. Son siège est à Al-Wigh
Vers juin 2011, des Toubou qui étaient partis à Benghazi forment la brigade des Martyrs d'Oumm al-Aranib avec le lieutenant-colonel Ramadan Allatchi (ou Ramadan Laki) comme commandant, dont Cherfeddin Barka est l'adjoint. Le nom est choisi en référence à un drame survenu à Oumm al-Aranib en 1989 : la mort de six Toubous sous la torture qui avaient tenté de parlementer avec les forces de sécurité du régime après que des Toubous aient été expulsés de fermes et de logements sociaux vides qu'ils squattaient.
La brigade fait partie des forces qui rejoignent Barka Wardougou à Al-Wigh.
Ainsi, en 2011, elle participe à la conquête de la base d'Al-Wigh (elle y était toujours présente en 2016). En juillet 2011, une partie de la brigade et des forces de Barka Wardougou partent d'Al-Wigh vers Gatrone, où des manifestations anti-Kadhafi spontanées ont éclaté.
Vers 2012, après la chute de Kadhafi, elle opère dans les régions de Gatrone et Mourzouq. Elle a contrôlé un certain temps le check-point stratégique 17 au sud de Sebha.
Son premier dirigeant, Ramadan Allatchi, part pour Dubaï en 2013 et laisse le commandement à son adjoint, Cherfeddin Barka.
En 2017, la Brigade des Martyrs d'Oumm al-Aranib serait la plus grande milice toubou, avec environ 400 hommes.
En 2018, commandée par Cherfeddin Barka, elle se bat avec d'autres unités pro-Haftar, la brigade Khalid ibn al-Walid et de la brigade de Waw, contre des groupes armés tchadiens.